# America Football Club (Rio de Janeiro)
Pour les articles homonymes, voir América Football Club.
Maillots
Dernière mise à jour : 22 août 2011.
Le America Football Club, communément appelé America, est un club brésilien de football de Tijuca un quartier de Rio de Janeiro dans l'État de Rio de Janeiro.

## Historique
Fondé le 11 septembre 1904.
En 1905, America fonde avec d’autres équipes la première ligue de football de Rio de Janeiro appelée « Liga de Football do Rio de Janeiro ».
Selon un dicton populaire : "Tout sportif carioca a deux clubs, le sien et puis l'America...".
Champion de Rio en 1960, avec un seul international dans ses rangs : José Alves Calazans,. Son entraîneur est alors Jorge Vieira, 29 ans.

## Palmarès
- Champion des champions :
  - Vainqueur : 1982

- Championnat de Rio (7) :
  - Champion : 1913, 1916, 1922, 1928, 1931, 1935 et 1960

- Coupe Guanabara :
  - Vainqueur : 1974

- Coupe Rio :
  - Vainqueur : 1982

## Anciens joueurs
| - Alex Dias - Aymoré Moreira - Belfort Duarte (en) - Fernando Cônsul - Britto - Danilo - Edmar Figueira (en) | - Edu - Hermógenes - Jorginho - Luisinho (en) - Mário Zagallo - Romário - Ronan |

(voir aussi Catégorie:Joueur de l'America FC (Rio de Janeiro))